# Гауке, Мауриций
Граф царства Польского (с 1829) Маври́кий (Мауриций) Га́уке (Маври́кий Фёдорович; пол. Maurycy Hauke; фр. Maurice comte de Hauke) (25 октября 1775, Зейфердорф, Саксония — 29 ноября 1830, Варшава) — польский военный деятель, генерал от инфантерии.

## Родители
Немец. Предки — род Гауке происходит от фламандского рода Van der Haacken, известного с XV века. Фамилия происходит от герба, на котором изображена железная лапа.
Отец — Фридрих Гауке (умер в 1810), был секретарем графа Брюля в Саксонии, затем переехал в Варшаву, где основал пансион для детей польских дворян.
Мать — Соломея, урождённая Швепенгаузер.

## Образование
Первоначально воспитывался вместе с детьми графа Морица Брюля, жившими в имении Зейфердорф. Семи лет от роду выехал с отцом в Варшаву, воспитывался дома под наблюдением своего отца. В возрасте 14 лет поступил в Артиллерийский корпус, лучшее военно-учебное заведение Варшавы того времени. Благодаря своим выдающимся способностям, быстро прошёл курс, но из-за молодости не был сразу произведен в офицеры.

## Офицер в войнах с Россией
В 1792 участвовал в войне с Россией в чине подпоручика польской армии. Начал военную карьеру в битвах при Несвиже, Изабелине и Гродно. В 1794 сражался под Краковом и Варшавой в рядах польской армии, руководимой Костюшко, против соединенных сил России и Пруссии.
После третьего раздела Польши и утраты её независимости жил дома, изучал математику, помогал своему отцу, преподавая математику, географию и другие предметы в его пансионе.

## В польских войсках на французской службе
После создания польских отрядов на юге Франции и в Италии, служивших французской республике и ставившей своей задаче восстановление польского королевства, одним из первых примкнул к ним. Вступил в итальянский отряд под командованием генерала Домбровского, лейтенант артиллерии (1798). Участвовал в подавлении восстания против Бонапарта в Италии. 22 июля 1798 отличился в битве при Террачино, возглавил контратаку против повстанцев, был ранен в руку. Награждён чином капитана.
В 1799 участвовал в обороне крепости Мантуя от австрийцев. Отличился в бою 18 мая, когда командовал артиллерией во время открытого боя против австрийских войск. Во время сражения пуля попала ему в грудь, остался жив благодаря часам, подаренным матерью. После сдачи крепости некоторое время был в плену.
После освобождения — капитан польских легионов в Марселе, участвовал в военной экспедиции в Лигурию и Пьемонт в качестве адъютанта генерала Домбровского, с которым его связывала дружба. Во время новой войны с Австрией отличился во время осады крепости Пескиера. После заключения мира — на французской службе в Италии.
В 1806 вместе с Домбровским был организатором создания боевых сил Польши, действовавших на стороне Франции. В чине полковника был начальником штаба третьей польской дивизии, направленной на север Пруссии. Участвовал в боях при Гроденце, Меве, Шепеке, Диршау (где особенно отличился и был контужен в правую ногу). В марте-мае 1807 руководил осадными работами, приведшими к взятию Данцига.
Участвовал во взятии крепости Бишофсберг и в битве под Фридландом, где командовал польской артиллерией. В качестве шефа третьего польского легиона принял участие в сражении при Гердауене 17 июля 1807.

## Генерал Варшавского герцогства
После образования Варшавского герцогства в 1807 — бригадный генерал. В 1809 во время новой войны с австрийцами — командир бригады, преследовавшей противника до Сухачева и занявшей крепость Камиона.
По окончании кампании — генерал-губернатор и комендант крепости Замосць. Во время кампании 1813 эта крепость выдержала тяжелую осаду русскими войсками, была последним оплотом Наполеона в Польше и была сдана лишь 22 ноября 1813, когда был полностью исчерпан запас продовольствия, а союзные войска приблизились к территории Франции. После этого Гауке стали называть «Героем Замостья».

## Генерал Царства Польского
После образования Царства Польского — был инспектором артиллерии и инженерного корпуса, а с 1826 — военным министром. Являлся сенатором и воеводой Царства Польского, 12 (24) мая 1829 возведен в достоинство графа Царства Польского. Цесаревич Константин Павлович называл его своей правой рукой по управлению краем.
Был очень требователен и точен, строго следил за отчетностью своих подчиненных. Мало заботясь о своем благосостоянии, много жертвовал на польскую армию из своих личных средств: так, им выстроены казармы и больницы в Уяздовских аллеях в Варшаве. Много сделал для военных школ в Польше, которые успешно функционировали в его время. Его деятельность вызывала недовольство как тех, кто считал, что он слишком требователен и суров по отношению к подчиненным, так и армейских поставщиков — за строгую взыскательность по отношению к ним и бдительность в защите интересов государства.
Был противником революционных настроений в обществе, так как понимал, что польская армия не сможет успешно противостоять русской. Говорил, что «не следует жертвовать настоящим ради сомнительного и неверного будущего». Не верил в возможность революции, полагая, что в случае локальных выступлений молодежи сможет восстановить порядок, лично обратившись к народу.
В начале восстания против России (вечером 17 (29) ноября 1830) отправился верхом в Краковское предместье Варшавы, где встретился с толпой революционеров, которые призвали его возглавить восстание. Обратился к ним с речью, в которой называл их действия безумными и советовал разойтись по домам. Был убит вместе с сопровождавшими его лицами; позднее выяснилось, что его грудь была прострелена в 19 местах. Похоронен в Капуцинском костеле.

## Памятник
Через несколько лет (1841) после подавления восстания по приказу Николая I в Варшаве был установлен памятник польским военачальникам, убитым повстанцами вечером 17 (29) ноября за отказ нарушить присягу: Гауке, С. Потоцкому, Новицкому, Блюмеру, Трембицкому, Сементковскому и полковнику Мецишевскому. Памятник (архитектор — Антонио Корацци, скульптор — Константин Гегель) был установлен на Саксонской площади, а в 1894 перенесен на Зелёную площадь. Представлял собой широкий тридцатиметровый обелиск, покоившийся на четырёхгранном постаменте. Верхнюю часть обелиска украшал позолоченные лавры. Внутри обелиска находилась винтовая лестница, ведшая к его вершине. У его основания, на площадках постамента находились четыре вызолоченных двуглавых орла. К постаменту памятника примыкали восемь эскарпов, у основания которых лежали восемь львов. Вся эта конструкция покоилась на широком восьмигранном основании, облицованном мраморными плитами. Скульптуры отливались из орудий, захваченных у восставших поляков.
Памятник был крайне непопулярен среди горожан, которые считали восставших в 1830 героями, а погибших от их рук генералов обвиняли в сотрудничестве с царским режимом. После занятия Варшавы немецкими войсками во время Первой мировой войны был разобран поляками (в апреле 1917).

## Семья
Жена (с 27.09.1807; Варшава) — София Лафонтен (1790—27.08.1831), дочь военного врача. Трагически погибла (была изрублена и повешена) во время мятежа в Варшаве в августе 1831 года. В семье было 11 детей:
- Наполеон Казимир Мауриций (1808—1852), артиллерист, участник Польского восстания 1830—1831 гг., в ходе которого получил чин капитана и орден Virtuti Militari, затем в ходе революционных событий 1848—1849 гг. один из командиров Легиона Мицкевича[англ.]; последние годы провёл в США и умер в Новом Орлеане.
- Эмилия и Леопольд, близнецы (оба ребёнка родились в 1810 и умерли в 1812).
- Владислав (1812—1843), подпоручик польской армии, затем гражданский чиновник в Сувалках.
- Иосиф (1814—1831), подпоручик польской армии, убит в сражении при Остроленке.
- София (1816—1861), фрейлина императрицы Александры Фёдоровны (11.05.1829); её муж — Александр Гауке, офицер русской армии, затем директор театров в Варшаве.
- Викентий (1817—1862), майор лейб-гвардии Кавалергардского полка.
- Константин (1819—1841), лейтенант гусарского полка, утонул в реке.
- Эмилия (1821—1890), замужем за генерал-лейтенантом бароном Карлом Штакельбергом (1816—1887), мать генералов Георгия и Константина Штакельбергов.
- Юлия (1825—1895), фрейлина цесаревны Марии Александровны. Вышла замуж за принца Александра Гессенского и получила титул княгини Баттенберг. Мать князя Болгарии Александра Баттенберга.
- Александр (1828—1829).

Племянник — Юзеф Гауке-Босак — польский военный деятель, революционер.

## Награды
- Орден Белого орла (Царство Польское, 1829)[2][3]
- Орден Святого Станислава 1-й степени (Царство Польское, 1 декабря 1815)[4]
- Орден «Virtuti Militari», кавалер (Варшавское герцогство, 1808)[3][5]
- Орден Святого Владимира 2-й степени (Российская империя, 1819)[6]
- Орден Святого Александра Невского (Российская империя, 11 октября 1820)[6]
- Орден Святой Анны 1-й степени (Российская империя, 4 октября 1816)[7]
- Бриллиантовые знаки к ордену Святой Анны 1-й степени (Российская империя, 1818)[6]
- Знак отличия «XXX лет беспорочной службы» (Российская империя, 1830)[2][8]
- Орден Почётного легиона, кавалер (Французская империя, 1807)[2][3]
- Королевский орден Обеих Сицилий, кавалер (Неаполитанское королевство)[9]